# 1998 VD44
1998 VD44 är en asteroid i huvudbältet som upptäcktes den 15 november 1998 av den kroatiska astronomen Korado Korlević vid Višnjan-observatoriet.